# Михайляну (афера)
Афера „Михайляну“ е наричано убийството на румънския журналист Стефан Михайляну и Кирил Фитовски от дейци на Върховния македонски комитет. То предизвиква дипломатически конфликт между България и Румъния и обтяга отношенията между българските власти и македонските революционери през лятото на 1900 година.
Румънското правителство свързва убийството с базирания в София Върховен македоно-одрински комитет и настоява пред българското правителство да ограничи дейността му, но среща отказ. Разногласията водят до прекъсване на търговските връзки и военни демонстрации на двете държави. Конфликтът отшумява едва към 1902 година под въздействието на Австро-Унгария и Русия, които използват българо-румънските противоречия, за да привлекат, съответно, румънци и българи в своите сфери на влияние. Румънските претенции, поддържани от Австро-Унгария, принуждават България да обвърже външната си политика с Русия и отслабват възможността ѝ за активно противодействие на османската власт в Македония. Аферата се отразява негативно на ВМОК, тъй като дипломатическите усложнения карат в крайна сметка българските власти да предприемат репресивни мерки против организацията.

## Убийство на Михайляну
На 1 февруари 1900 г. в Букурещ дейци на ВМОК убиват Кирил Фитовски, който е пратен от Комитета да закупи оръжие в Румъния, но впоследствие е заподозрян в злоупотреба и шпионаж за турското правителство. Румънската полиция залавя убийците Бойчо Илиев и Христо Карамбулов, които правят пълни самопризнания и разкриват поръчителството на Върховния комитет. Провокиран от убийството, Михайляну, който е охридчанин от арумънски произход, помества във вестника си „Пенинсула Балканика“ редица публикации, с които дискредитира ВМОК като престъпна организация, изнудваща богаташи (включително румънски поданици) за пари, и разкрива в подробности подготовката за въоръжена борба в Македония. По тези причини председателят на комитета Борис Сарафов дава заповед за убийството му. Михайляну е застрелян на 22 юли в Букурещ от македонския българин Стоян Димитров. Извършителят е заловен и прави признания пред румънската полиция.

## Българо-румънски конфликт
По това време българо-румънските отношения вече са обтегнати, поради спора за Магарешкия остров край Свищов, който е завзет от румънски граничари в началото на 1900 г. Румъния има претенции и към обширни части на Североизточна България и се опасява, че България ще повдигне свои спрямо Северна Добруджа ако сътрудничеството на българското правителство с македонските революционери доведе до уголемяване на българското княжество за сметка на Османската империя. Допълнителна причина за влошаването на двустранните връзки е общата финансова криза, предизвикана от спада в аграрното производство и в международните цени на храните, която кара и двете правителства да търсят компенсации за вътрешнополитическите си затруднения във външнополитически успехи.
Убийството на Михайляну и недоказаните слухове за македонски заговор срещу крал Карол I предизвикват засилване на антибългарската агитация в букурещките вестници, многохилядни митинги и ексцесии срещу българи в Румъния. Румънските власти, които вече разследват ВМОК за случая с Фитовски, предприемат официални постъпки пред България, за да спре убийствата и изнудванията. Българското външно министерство отговаря, че вината на Комитета първо трябва да бъде установена от румънския съд, преди да предприеме съдебно преследване на своя територия. През втората половина на август правителството на Петре Карп дава демонстративни нареждания за подготовка на мобилизация и придвижва войски по добруджанската граница. Кабинетът Иванчов дава аналогични разпоредби от София. В същото време османското правителство се възползва от ескалацията, за да поиска от Иванчов да разпусне македонските комитети и чети в Княжеството, и праща войски по общата граница.

## Посредничество и последици
Двете заинтересовани велики сили – Австро-Унгария и Русия, нямат изгода от българо-румънска война и са твърдо за запазване на статуквото на Балканите. Под натиска им Букурещ смекчава исканията си, а прокуратурата в София открива следствие по аферата. През ноември 1900 Иванчов разпорежда разпускане на македонските чети (запазени обаче под формата на стрелкови дружества). По-решителни мерки взима сменилият го на премиерския пост Петко Каравелов. През март 1901 година Сарафов и съратниците му Тома Давидов, Владислав Ковачев и Георги Петров са вкарани в ареста за повече от четири месеца. Така правителството на Демократическата и Прогресивнолибералната партия постига уреждане на отношенията с Румъния. Въпреки това България продължава започнатите в разгара на кризата преговори с Русия, които завършват през май 1902 година с подписването на двустранна военна конвенция, насочена срещу Румъния и Австро-Унгария. Букурещ и Виена сключват аналогична конвенция срещу Петербург и София още през есента на 1900 година.
След ареста на Сарафов българското правителство издейства и смяната му заедно с цялото ръководство на ВМОК, помагайки на генерал Иван Цончев да овладее ръководството на Комитета. Следствие от тази промяна е влошаване на отношенията между революционната организация в Македония и Одринско и „върховистите“, които през есента на 1902 г. вдигат въстание в Горноджумайско без съгласието на ВМОРО.